# Hellebrant Árpád
Hellebrant Árpád (Pest, 1855. november 18. – Budapest, 1925. december 4.) magyar könyvtáros és bibliográfus.

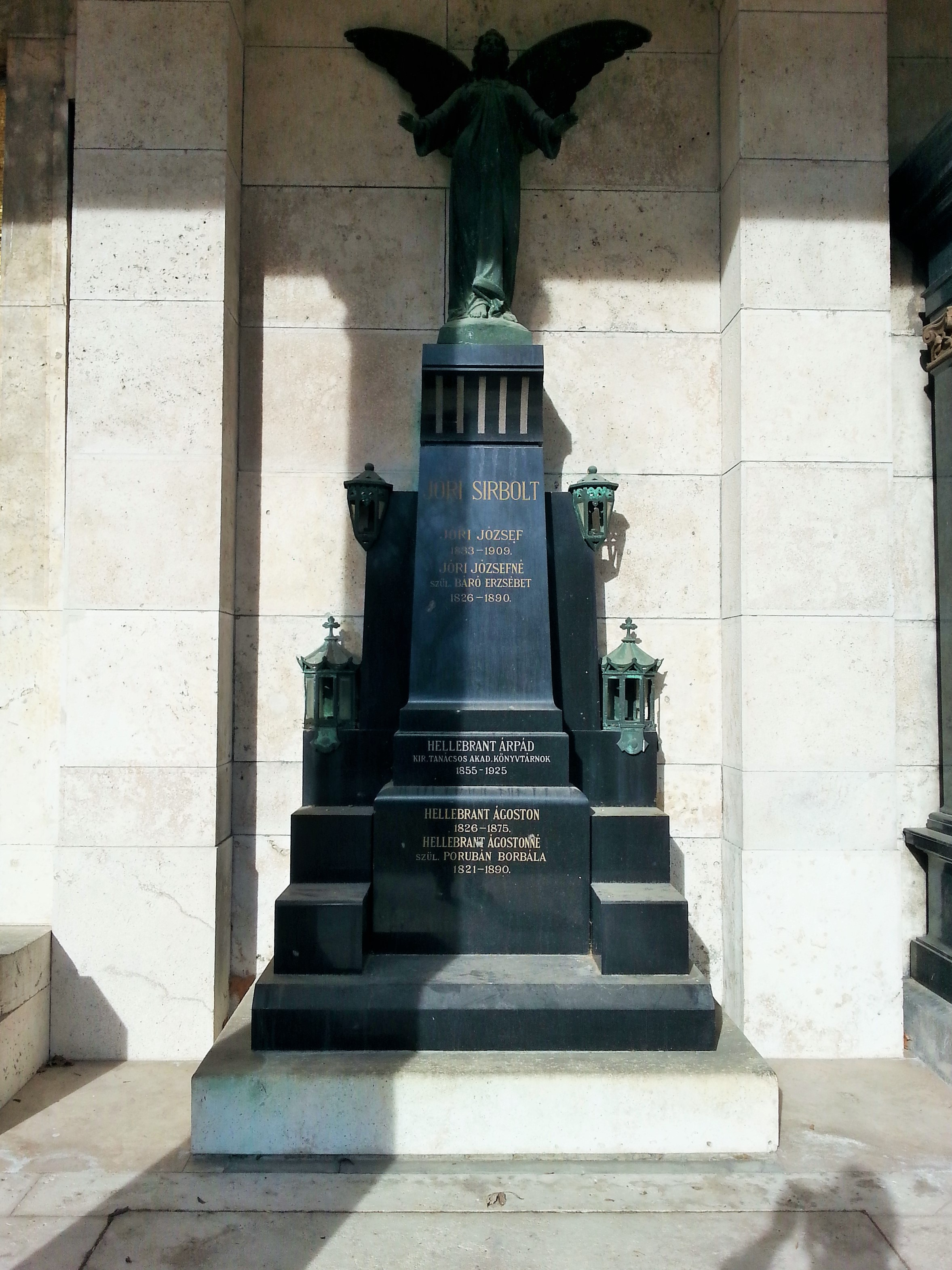
Sírja a Fiumei úti sírkertben (Bal oldali árkádsor, Á. bal-20)

## Élete
Gimnáziumi tanulmányainak befejezése után a budapesti egyetemen a klasszika-filológiai előadásokat hallgatta és 1878-ban tanári oklevelet szerzett. 1878-tól 1924-ig a Magyar Tudományos Akadémia Könyvtárában könyvtári tisztként dolgozott. Az akadémia irodalomtörténeti bizottságának is tagja volt. 1885-től kezdve az irodalomtudomány körébe tartozó irodalom címjegyzékét minden évben a legapróbb részletekig összeállította. Repertóriumaival nagy szolgálatokat tett kortársainak és az utókornak (Egyetemes Philologiai Közlöny, Irodalomtörténeti Közlemények, Ethnographia.)
Cikkei megjelentek a Figyelőben (1876. Jászberényi Pál életéhez), a Magyar Könyvszemlében (1877-től Jelentések a m. tud. akadémia könyvtárának állapotáról, gyarapodásáról és használatáról, 1880. Magyarországi vonatkozású ősnyomtatványok a m. tud. akadémia könyvtárában, 1883. Ismeretlen brassói egylevelű nyomtatvány a XVII. századból, 1891. Adalék Szabó K., Régi M. Könyvtárának II. kötetéhez), az Egyetemes Philologiai Közlönyben (A magyarországi philologiai irodalom könyvészete 1879 s repertóriuma 1886 óta), az Ungarische Revue-ben (1885. Die ungarische Bibliographie bis 1711), a Századokban (1886. Die Matrikel der Universität Heidelberg c. munka ismert.), a Történelmi Tárban (1886. Franekerai tanulók, 1887. Az Olmützben tanult magyarok 1590-1664.), a Hunfalvy-Albumban (Budapest, 1891. Hunfalvy Pál munkássága időrendben), az Akadémiai Értesítőben (1893. Jelentése a Régi M. Könyvtár érdekében tett külföldi útjáról), az Irodalomtörténeti Közleményekben (1893 óta Irodalomtörténeti repertórium).
Az irodalomban sok helyen „Hellebrandt” formában írják a nevét. Gyulai Pál leányát, Gyulai Arankát vette feleségül 1886-ban, de kapcsolatuk elhidegült, s 1896-ban elváltak.  Másodszor 1919. október 30-án nősült, felesége Heinelt Adél volt. 1925. december 4-én éjjel 12 órakor hunyt el. Sírja a Fiumei úti sírkert árkádsorában található a Jóri család sírboltjában (Bal oldali Árkádsor, Á-20).

## Munkái
- Az MTA Könyvtárában lévő ősnyomtatványoknak jegyzéke (Budapest, 1886)
- Kiss János superintendens emlékezései maga által feljegyezve (Sajtó alá rendezte és előszóval ellátta. 2 kiadás, Budapest, 1890)
- Régi magyar könyvtár. III. és IV. kötet. Budapest, 1896–1898 (A magyar szerzőktől külföldön 1480-tól 1711-ig megjelent nem magyar nyelvű nyomtatványok bibliográfiai leírása Szabó Károly anyaggyűjteménye alapján.) 1.r. 2.r.
- Diplomatáriumok és monumenták az MTA könyvtárában (Budapest, 1908)
- Kriza János levelei Toldy Ferenczhez: a M. Tud. Akad. kézirattárában levő eredetiből közli Hellebrant Árpád, (Budapest, 1912).